# Georges Thill
Georges Thill (* 14. Dezember 1897 in Paris; † 17. Oktober 1984 in Draguignan) war ein französischer Opernsänger (Tenor).

## Leben
Thill arbeitete bis 1916 als Broker an der Börse. Er wurde 1916 zum Kriegsdienst eingezogen. Nach seiner Rückkehr begann er ein Studium am Conservatoire de Paris bei Ernest Dupré und dem berühmten Bassisten André Gresse. 1919 debütierte er an der Opéra-Comique als José in Georges Bizets Oper Carmen. 1920 ging er nach Neapel, um seine Gesangsausbildung bei Fernando de Lucia fortzusetzen.
1924 debütierte Thill an der Pariser Oper als Nicias in Jules Massenets Thaïs. Große Erfolge hatte er hier als Herzog in Giuseppe Verdis Rigoletto und 1928 als Kalaf in Giacomo Puccinis Turandot. In dieser Rolle trat er 1928 bei den Festspielen in der Arena von Verona auf und debütierte 1929 am Teatro alla Scala in Mailand. An der Covent Garden Opera London debütierte er 1928 in der Titelrolle von Camille Saint-Saëns’ Samson et Dalila, an der Metropolitan Opera in New York 1931 in der Titelrolle von Charles Gounods Roméo et Juliette.
Am Teatro Colón von Buenos Aires sang Thill 1930 in Nikolai Rimski-Korsakows Sadko. Weiterhin gastierte er unter anderem an der Wiener Staatsoper, der Königlichen Oper Stockholm und dem Théâtre de la Monnaie in Brüssel. 1936 unternahm er eine Konzerttournee durch Russland, nach dem Zweiten Weltkrieg eine Tournee durch Australien. 1953 gab er an der Opéra-Comique seine Abschiedsvorstellung als Canio in Ruggiero Leoncavallos Pagliacci.
Neben dem klassischen Opernrepertoire sang Thill auch zahlreiche Uraufführungen zeitgenössischer Opern, so Brocéliande von André Bloch (1925), Naïla von Philippe Gaubert (1927), La tour de feu von Sylvio Lazzari (1928), Satan von Raoul Gunsbourg (1930), Vercingétorix von Joseph Canteloube (1933) und Roland et le mauvais garçon von Henri Rabaud (1934).
Seit den 1920er Jahren nahm Thill mehr als 140 Titel auf Schallplatten auf. Er wirkte auch in Musikfilmen mit, so mit Grace Moore und André Pernet an der Verfilmung von Gustave Charpentiers Louise. Nach dem Abschied von der Oper trat er noch bis 1956 bei Konzertreisen auf, danach zog er sich ins Privatleben zurück.